# Statue de Nelson Mandela (Sandton)
La statue de Nelson Mandela, est une statue de 6 mètres de haut sculptée par Kobus Hattingh et Jacob Maponyane (es) et située à Sandton, dans la banlieue de la ville de Johannesburg, en Afrique du Sud.
La statue a été inaugurée le 1er mars 2004 par Ndileka Mandela, petite-fille de Nelson Mandela.

## Localisation

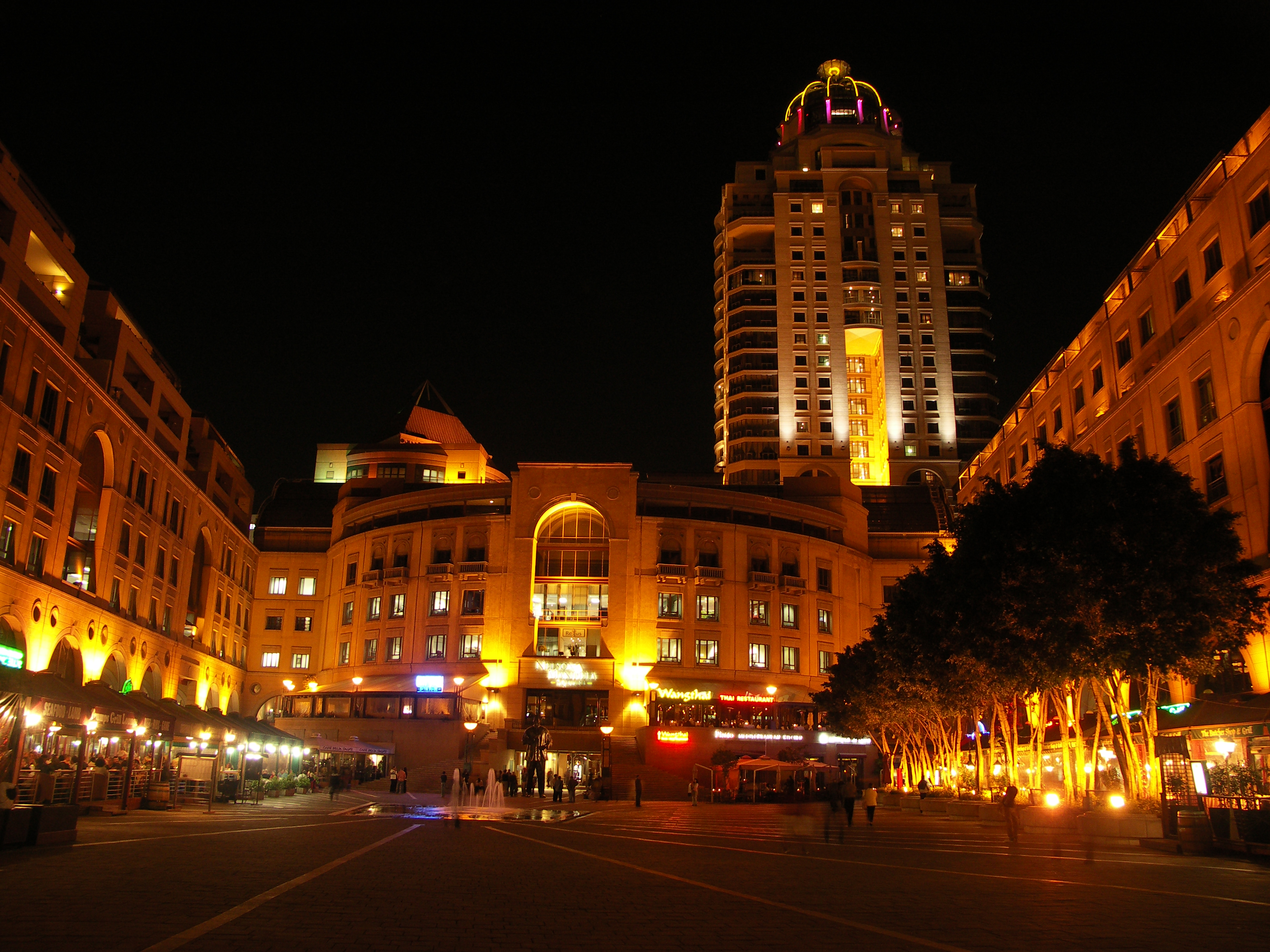
La place Nelson Mandela de nuit avec les Michelangelo Towers.

La statue est située sur la place Nelson-Mandela (en) (Nelson Mandela Square, ancienne Sandton square) à l'entrée du grand centre de commerce et de restaurant de Sandton.

## L’œuvre d'art
Cette statue de bronze de 6 mètres de haut est l’œuvre des sculpteurs sud-africains Kobus Hattingh et Jacob Maponyane (es). C'est, à l'époque, la première statue officielle en bronze de Nelson Mandela. Elle représente Nelson Mandela esquissant une gestuelle de danse comme il le faisait souvent, depuis son inauguration présidentielle en 1994, à la fin de ses meetings.
Hattingh, né le 5 juillet 1943 à Pretoria, est le créateur de plusieurs statues de Nelson Mandela mais celle-ci est la plus connue.[non pertinent]